# Радослав Веснић
Радослав Веснић (Краљево, 11. септембар 1891 — Београд, 3. септембар 1980) био је српски позоришни глумац и редитељ, професор глуме и дикције, писац, преводилац и новинар. 

## Биографија
Још као средњошколац играо је у ђачком позоришту Нада (које је основао 1906), бежао у путујуће позориште Андре Делинија, потом глумио у омладинском позоришту Отаџбина (у које је позориште Нада прерасло 1908). Основну школу и Гимназију завршио је у Краљеву, а матурирао је у Београду 1910. године. По завршетку гимназије примљен је у Народно позориште за привременог члана. Борио се у Балканским ратовима и у Првом светском рату. Рањен је у Добруџи 1916. године, као члан Прве српске добровољачке дивизије. Глуму је учио код Маге Магазиновић и у Првом студију Художественог театра у Москви код Станиславског (гдеје боравио док се опорављао од ране задобијене у Добруџи). Од 1910. до 1912. сарађивао је у листу Трибун, чији је директор и главни уредник био Бранислав Нушић. Завршио је упоредну књижевност и теорију књижевности на Философском факултету у Београду 1919. године.
После рата вратио се у Народно позориште у Београду, али га је Хрватско народно казалиште ангажовало за сезону 1920/21. Од 1920. до 1923. године радио је као новинар и уредник београдског листа Новости, који  је био у власништву његовог брата Миленка. Следеће две године био је глумац, редитељ и управник драме Српског народног позоришта у Новом Саду, одакле одлази у Осијек за управника Народног казалишта. Године 1927. даје оставку због одлуке о укидању опере и оперете и долази у Београд. Оснива београдску оперету која наступа у башти ресторана Клериџ на Теразијама и у сали Луксора у Балканској улици. Од 1928. до 1930. године био је суплент краљевачке гимназије. Сезону 1930/31. провео је режирајући и глумећи у СНП-у. У периоду од 1931. до 1941. године је редитељ и директор драме у Народном позоришту у Београду са једногодишњом паузом када ради у Уметничком одељењу Министарства просвете и као аташе за културу југославенског посланства у Софији.
Током Априлског рата 1941. године командује противваздушном батеријом бранећи Београд. По капитулацији одбија положај управника Народног позоришта у Београду и председника општине Краљево те га хапсе и одводе на Сајмиште, Бањицу и најзад у логоре у Нирнбергу, Хамелбургу и Хамерштајну. У заробљеништву учествује у раду позоришних дружина Боем и Зора.
Од 1945. до 1947. је директор и професор француског и српског језика краљевачке гимназије и руководилац КУД-а Коста Абрашевић. Потом је директор драме Војвођанског позоришта у Новом Саду и професор у Глумачкој школи. Од 1951. до 1954. године је управник, директор драме и редитељ у Народном позоришту у Бањој Луци. Поново се враћа у Нови Сад за редитеља у СНП и директора и професора Драмског студија. Од сезоне 1954/55. поново режира у Новом Саду, у ком остаје до одласка у пензију 1958. године. Као пензионер режира у Народном позоришту у Пироту и у Бањој Луци, у КУД Иван Кларић у Новом Саду, предаје у Глумачкој школи у Приштини. Пише позоришне критике за новосадски Дневник и Нашу сцену, даје осврте на позоришне премијере за Радио Београд.
Основао је Савез удружења ратника ослободилачких ратова Србије од 1912. до 1920. године, био његов председник. Покренуо је и уређивао лист 15. септембар. Носилац је Албанске споменице, Белог орла са мачевима, Обилићеве медаље за храброст, француске Легије части, проглашен је за почасног грађанина Париза.

## Режије
Од 1924. до 1965. године режирао преко 126 премијера у СНП, НП у Београду, НП у Осијеку, Софијском народном театру, Београдској оперети у Клериџу, Народном позоришту у Цетињу, Народном позоришту у Сомбору, Народном позоришту у Бањој Луци, Народном позоришту у Крагујевцу, Народном казалишту у Сиску, Народном позоришту у Пироту.

## Улоге
Од 1906. године до 1975. године играо око шездесетак улога у Народном позоришту у Београду, Академском позоришту у Београду, Српском народном позоришту у Новом Саду, Хрватском народном казалишту у Загребу и Народном позоришту у Бањој Луци.

## Преводилачки рад
Преводио је са немачког, француског и руског поезију, приповетке и позоришне комаде.

## Педагошки рад
Био је професор српског и француског језика, директор Краљевачке гимназије, професор глуме, дикције и директор Глумачке школе у Новом Саду и директор Драмског студија у Новом Саду, професор дикције у Глумачкој школи у Приштини.

## Одликовања
- Бели орао са мачевима
- Златна Обилићева медаља за храброст
- две сребрне Обилићеве медаље за храброст
- Медаља за војничке врлине
- Албанска споменица
- орден Светог Станислава са мачевима
- орден Светог Владимира са мачевима
- бронзана медаља за заслуге Националног удружења ратника Француске
- Легија части
- Почасни је грађанин Париза[1]

## Дела
Драматизовао више књижевних дела, објавио низ приповедака у новинама и часописима. Писао за дневне новине и позоришне часописе.
- Збирке приповедака: Луталица(1930), После тридесет година(1931), Привиђење на Бадње вече(1935), роман Славољуб Зорић(1930);
- Збирка поезије: У свитање(1920);
- Драме: Путем искушења(играно у НП у Скопљу, НП у Београду, Академском позоришту у Београду и Художественом театру у Софији), Брак из љубави (играно у НП у Скопљу и у СНП), Господски дом (играно у НП у Скопљу, НП у Београду и Љубљанској драми), Његова последња авантура (играно у НП у Скопљу и Академском позоришту у Београду), Путујуће друштво, драматизација приповетке С. Сремца (играно у НП у Београду и СНП), Први вал /Четрдесет прва/ (играно у НП у Приштини и НП у Бањој Луци), Ивкова слава, драматизација приповетке С. Сремца (играно у НП у Крагујевцу), Први вал (прво извођење 1963. у НП у Пироту), Повратак (прво извођење 1963. у НП у Пироту);
- Техника говора – уџбеник (1951).[1]